# Worked All States
Worked All States lub WAS jest dyplomem nadawanym krótkofalowcom, którzy przeprowadzili kompletną łączność (dwustronna wymiana) z innymi radiostacjami położonymi w każdym z 50 stanów USA. Dyplom jest sponsorowany przez American Radio Relay League i jest dostępny dla krótkofalowców na całym świecie, jednak radioamatorzy ze Stanów Zjednoczonych muszą być członkami ARRL.

## Dyplomy podstawowe
Podstawowe dyplomy otrzymuje się po obowiązkowym przedstawieniu pisemnych dowodów (zwykle w formie kart QSL lub zapisanych on-line do Logbook of The World - LoTW) dwustronnych łączności w dowolnej kombinacji pasm lub rodzajów emisji.
Każdy certyfikat opatrzony jest datą i posiada indywidualny numer.

## Dyplomy specjalne
Dyplomy specjalne dostępne są za dwustronne łączności ze stacjami we wszystkich 50 stanach przeprowadzonych przy użyciu amatorskich satelitów, RTTY albo SSTV oraz za łączności na określonych pasmach: (2 m, 70 cm, 222 MHz, 6 m lub 160 m). Każdy z tych dyplomów ma swój indywidualny numer, którego z kolei nie posiadają dyplomy zrobione przy pomocy emisji cyfrowych innych niż RTTY oraz emisji USB, LSB, AM, FM albo jakiegokolwiek innego rodzaju emisji fonicznej.

## Uznania
Naklejki dostępne są zarówno do dyplomów podstawowych jak i specjalnych w następujących kategoriach:
- CW
- US Novice class[2]
- QRP
- Packet Radio
- EME - Ziemia-Księżyc-Ziemia
- oraz za poszczególne pasma.

Otrzymanie naklejek zobligowane jest przedstawieniem pisemnych dowodów dwustronnych łączności ze stacjami zlokalizowanymi w każdym z 50 stanów USA dla właściwego rodzaju emisji albo pasma.

## 5-Band WAS
Dodatkowym dyplomem jest 5-Band WAS, przyznawany krótkofalowcom, którzy ukończyli dwustronną łączność z każdym z 50 stanów USA na pięciu pasmach (z wyjątkiem 30 m, 17 m i 12 m). Do tego dyplomu nie przyznaje się żadnych naklejek.

## AlaskaiHawaje
Zarówno Alaska jak i Hawaje uzyskały status stanu już po rozpoczęciu programu Worked All States. W rezultacie, łączności ze stacjami na Alasce musiały być zrobione po 3 stycznia 1959, a ze stacjami na Hawajach po 21 sierpnia 1959.